# Nilsu Berfin Aktaş
Nilsu Berfin Aktaş (Ankara, 7 maggio 1998) è un'attrice turca.

## Biografia
Nata nel 1998 ad Ankara (Turchia), Nilsu Berfin Aktaş dopo aver completato l'istruzione primaria e secondaria, ha deciso di iscriversi presso il dipartimento di recitazione della Yetenek Evi Sanat Akademisi, dove al termine degli studi ha conseguito la laurea. Nel 2018 ha fatto la sua prima apparizione televisiva nel programma in onda su Star TV Geleceğin Starı. L'anno successivo, nel 2019, ha partecipato a diversi spot pubblicitari per marchi aziendali come Cornetto, Çetmen Mobilya, Fuse Tea e Lifecell. Nello stesso anno ha fatto la sua prima apparizione come attrice con il ruolo di Zeynep nel film Rastlantı diretto da Onur Ogden.
Dal 2019 al 2021 è stata scelta per interpretare il ruolo di Gökçe Mollaoğlu nella serie Kuzey Yıldızı İlk Aşk. Nello stesso anno ha interpretato il ruolo di Dilara nella serie Ölüm Zamanı, insieme agli attori Mert Yazıcıoğlu e Mert Ramazan Demir. Nello stesso anno è stata il volto del marchio Pantene e del sito di elettronica misli.com. Nel 2021 ha vinto gli Ayakli Gazete TV Stars Awards come Stella nascente dell'anno. Nel 2021 ha interpretato il ruolo di Hayat nella serie Benim Hayatım. Nel 2022 ha interpretato il ruolo di Pınar nella serie Kalp Yarası. Nello stesso anno ha partecipato al programma televisivo in onda su TV8 O Ses Türkiye Yılbaşı Özel. Il 4 dicembre del medesimo anno ha vinto i Pantene Golden Butterfly Awards come Stella nascente.
Nel 2022 e nel 2023 ha fatto parte del cast della serie Gelsin Hayat Bildiği Gibi, nel ruolo di Gizem Demirci. Nel 2023 è stata scelta per interpretare il ruolo di Gülbeyaz "Yaz" Yıldırım nella serie Yaz Şarkısı, insieme agli attori Mustafa Mert Koç ed Efekan Can. Nel 2024 ha ricoperto il ruolo di İnci Sağlam nella serie Korkma Ben Yanındayım, seguito nel 2024 e nel 2025 da quello di Ayşe nella serie Şakir Paşa Ailesi: Mucizeler ve Skandallar. Nel 2025 ha recitato nel film Sadece Bir An diretto da Mustafa Kotan.

## Vita privata
Nel 2021 si è sposata segretamente con l'imprenditore di Ankara Serdar Sertçelik. È stato confermato che avrebbe divorziato dal marito, Serdar, che era in prigione ed è poi fuggito all'estero. Infine, la coppia ha divorziato di comune accordo il 14 luglio 2023.

## Filmografia

### Cinema
- Rastlantı, regia di Onur Ogden (2019)
- Sadece Bir An, regia di Mustafa Kotan (2025)

- Kuzey Yıldızı İlk Aşk – serie TV, 64 episodi (Show TV, 2019-2021)
- Benim Hayatım – serie TV, 6 episodi (Star TV, 2019-2021)
- Ölüm Zamanı – serie TV, 8 episodi (Exxen, 2021)
- Kalp Yarası – serie TV, 5 episodi (ATV, 2022)
- Gelsin Hayat Bildiği Gibi – serie TV, 37 episodi (Show TV, 2022-2023)
- Yaz Şarkısı – serie TV, 8 episodi (Fox, 2023)
- Korkma Ben Yanındayım – serie TV, 3 episodi (Now, 2024)
- Şakir Paşa Ailesi: Mucizeler ve Skandallar – serie TV, 8 episodi (Now, 2024-2025)

## Programmi televisivi
- Geleceğin Starı (Star TV, 2018) - guest star
- O Ses Türkiye Yılbaşı Özel (TV8, 2022) - guest star

## Spot pubblicitari
- Cornetto (2019)
- Çetmen Mobilya (2019)
- Fuse Tea (2019)
- Lifecell (2019)
- Pantene (2021)
- misli.com (2021)

## Riconoscimenti
- Ayakli Gazete TV Stars Awards
  - 2021: Vincitrice come Stella nascente dell'anno[18][19]
- Pantene Golden Butterfly Awards
  - 2022: Vincitrice come Stella nascente[26][27]
  - 2023: Candidata come Miglior attrice in una serie di commedia romantica per Yaz Şarkısı[42]